# Labeo forskalii
Labeo forskalii är en fiskart som beskrevs av Rüppell, 1835. Labeo forskalii ingår i släktet Labeo och familjen karpfiskar. IUCN kategoriserar arten globalt som livskraftig. Inga underarter finns listade i Catalogue of Life.